# Sagittalata griveaudi
Sagittalata griveaudi är en insektsart som beskrevs av Poivre 1982. Sagittalata griveaudi ingår i släktet Sagittalata och familjen fångsländor. Inga underarter finns listade i Catalogue of Life.